# Quận Tippah, Mississippi
Quận Tippah là một quận thuộc tiểu bang Mississippi, Hoa Kỳ.
Quận này được đặt tên theo từ Chickasaw nghĩa là "cắt đứt". Theo điều tra dân số của Cục điều tra dân số Hoa Kỳ năm 2000, quận có dân số 20.826 người. Quận lỵ đóng ở Ripley6.

## Địa lý
Theo Cục điều tra dân số Hoa Kỳ, quận có diện tích 1191 km2, trong đó có 5 km2 là diện tích mặt nước.

### Các xa lộ chính
- U.S. Highway 72
- Mississippi Highway 2
- Mississippi Highway 4
- Mississippi Highway 15

### Quận giáp ranh
- Quận Hardeman, Tennessee (bắc)
- Quận Alcorn (đông bắc)
- Quận Prentiss (đông nam)
- Quận Union (nam)
- Quận Benton (tây)